# 五里镇 (淮安市)
五里镇，是中华人民共和国江苏省淮安市淮阴区下辖的一个乡镇级行政单位。2018年7月撤消，并入丁集镇。

## 行政区划
五里镇下辖以下地区：
五里社区、老郑村、大树村、镇北村、涧桥村、花园村、双农村、民强村、镇南村、刘洼村和桃园村。

## 交通
- 新长铁路：五里站